# Кикка (Эстония)
Ки́кка (эст. Kikka) — деревня в волости Ряпина уезда Пылвамаа, Эстония. 
До административной реформы местных самоуправлений Эстонии 2017 года входила в состав волости Вериора.

## География и описание
Расположена в 12 километрах к югу от волостного центра — города Ряпина — и в 19 километрах к северо-востоку от уездного центра — города Пылва. Высота над уровнем моря — 58 метров.
В деревне расположена железнодорожная станция Илуметса (Ilumetsa).
Климат умеренный. Официальный язык — эстонский. Почтовый индекс — 64206.

## Население
По данным переписи населения 2021 года, в Кикка насчитывалось 16 жителей, из них 15 (93,8 %) — эстонцы.
По данным переписи населения 2011 года, в деревне проживали 22 человека, все — эстонцы.
Численность населения деревни Кикка:
| Год  | 2000 | 2011 | 2017 | 2018 | 2019 | 2020 | 2021 |
| ---- | ---- | ---- | ---- | ---- | ---- | ---- | ---- |
| Чел. | 34   | ↘ 22 | ↗ 23 | ↘ 22 | ↘ 21 | ↘ 20 | ↘ 16 |

## История
Современную деревню Кикка составили две части: не позднее середины XIX века возникшие арендные хутора, упомянутые в церковной книге как деревня, и скотоводческая мыза Кикка (эст. Kikka, нем. Katharinenhof), которой владела рыцарская мыза Вериора.
На мызных картах 1897–1900 годов упомянуты мыза Катариненхоф (Catharinenhof) и лес Кика Валд (Kicka Wald). Название деревни на мызных картах представлено не было.
В 1977 году, в период кампании по укрупнению деревень, с Кикка была объединена деревня Илуметса (Ilumetsa).

## Происхождение топонима
Так как в названиях трёх арендных хуторов (лесничество Ильвессе (Ilvesse), хутор Саксасаары (Saksasaarõ) и хутор Пари (Pari)) нет слова «Кикка», основой названия деревни можно считать название леса. Кикас (эст. Kikas ~ Kikka — «Петух») было обычным добавочным крестьянским именем в Эстонии.

## Комментарии
1. ↑  Эстонские топонимы, оканчивающиеся на -а, не склоняются и не имеют женского рода (исключение — Нарва)[5].